# Circuit Dijon-Prenois
Circuit Dijon-Prenois – francuski tor wyścigowy o długości 3,801 km położony w Prenois, nieopodal Dijon.
Zbudowany w 1972, Circuit Dijon-Prenois 6 razy gościł Formułę 1 – pięć razy Grand Prix Francji i raz Grand Prix Szwajcarii. Pierwszy wyścig F1 odbył się w 1974 na oryginalnej pętli o długości 3,289 km. Problemem jednak były uzyskiwane czasy okrążeń poniżej 1 minuty, co powodowało częstą konieczność dublowania wolniejszych kierowców i spory tłok na torze. Dlatego w 1975 długość toru powiększono do 3,801 km a także przeprofilowano część zakrętów. F1 powróciła na tor w 1977, a ostatecznie opuściła go po 1984. Mimo to tor cały czas istnieje i jest aktywny. Rozgrywane są na nim lokalne zawody. W sezonie 2009 na torze zorganizowany został wyścig DTM.

## Zwycięzcy Grand Prix

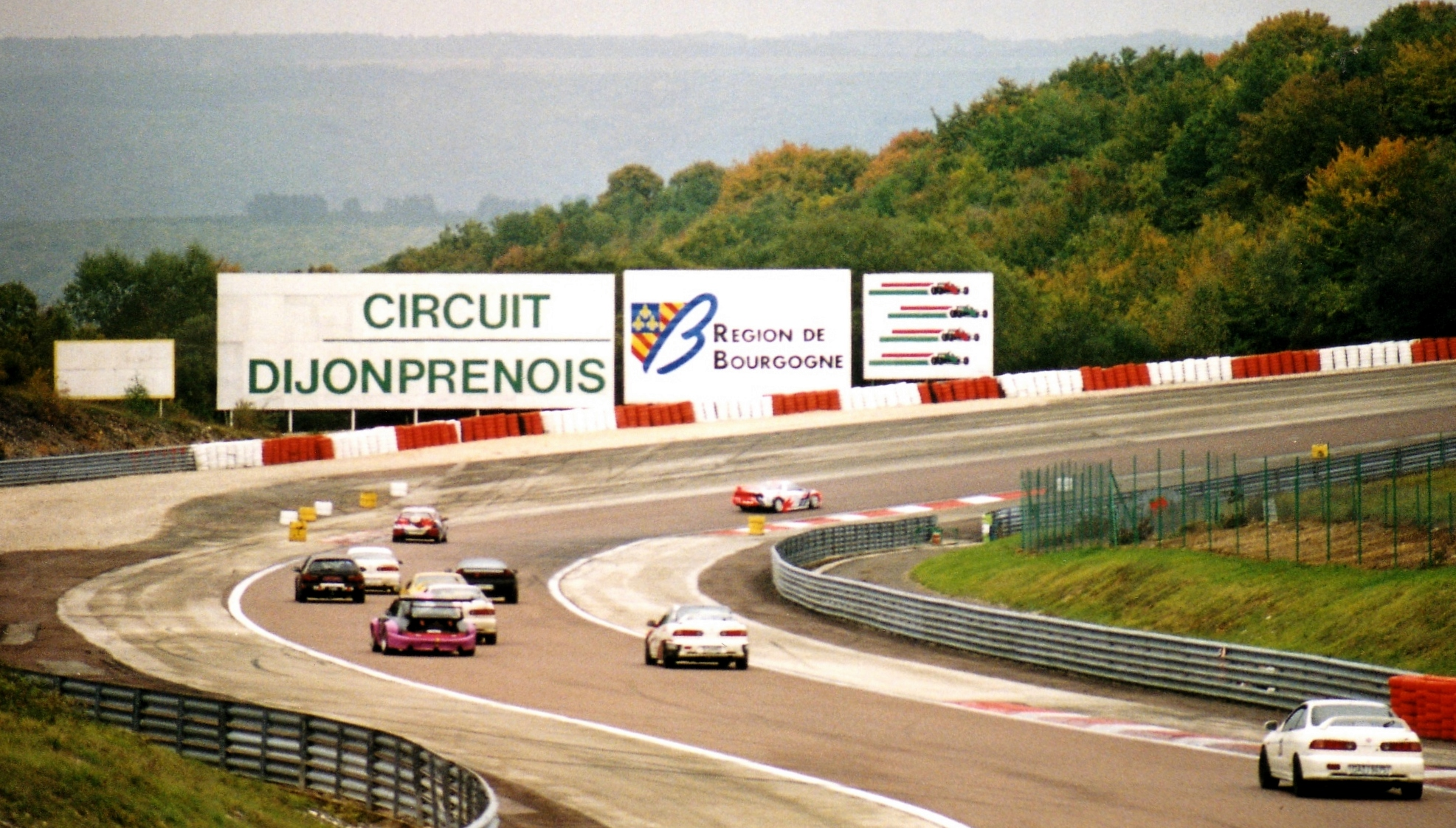
Fragment dodanej sekcji – zakręt Parabolique

| Sezon                 | Kierowca              | Zespół             |                    |
| Grand Prix Francji    | Grand Prix Francji    | Grand Prix Francji | Grand Prix Francji |
| --------------------- | --------------------- | ------------------ | ------------------ |
| 1984                  | Niki Lauda            | McLaren-TAG        | Wyniki             |
| 1981                  | Alain Prost           | Renault            | Wyniki             |
| 1979                  | Jean-Pierre Jabouille | Renault            | Wyniki             |
| 1977                  | Mario Andretti        | Lotus-Ford         | Wyniki             |
| 1974                  | Ronnie Peterson       | Lotus-Ford         | Wyniki             |
| Grand Prix Szwajcarii |                       |                    |                    |
| 1982                  | Keke Rosberg          | Williams-Ford      | Wyniki             |